# Forces Aliades del Sudan
Les Forces Aliades Sudaneses (Sudan Allied Forces SAF) fou una organització militar del Sudan.
Es va fundar a finals del 1995 pel brigadier Abdulaziz Khalid, que es va separar del grup anomenat Legítim Comandament de les Forces Armades del Sudan i va formar la seva pròpia facció, les Forces Aliades del Sudan. El nom feia referència al fet que era o pretenia ser el braç militar de l'Aliança Nacional Democràtica, i de fet ho va ser en gran part. Amb unes dotzenes de reclutes aconseguits mercès al suport d'Eritrea, van començar a operar el 1996 a l'est del país. El govern americà va enviar $20 milions en equipament militar a la línia de front a la frontera d'Eritrea, Etiòpia i Uganda, per ajudar a l'enderrocament del govern islamista de Khartum; aquest ajut fou descrit com no letal i incloïa equips de comunicació, uniformes, botes, i tendes. Eritrea va servir de base. A finals de 1996 es va establir el Joint Military Comitee i el Joint Military Command (Comitè Militar Conjunt i Comandament Militar Conjunt, CMC) dirigit pel cap del SPLA John Garang, que va incloure representants de les Forces Aliades Sudaneses i el Congrés dels Beges i després altres grups. La primera operació conjunta fou un atac a la guarnició nordista de Tukan, a 100 km d'Aroma el 8 d'octubre de 1996 (abans de la formació oficial del CMC) on van morir 15 soldats del govern. El novembre les Forces Aliades Sudaneses van fer atacs pel seu compte a 45 km al sud-est de Kassala. Durant tot el 1997 i 1998 les Forces Aliades Sudaneses van realitzar diverses operacions militars, en solitari o en cooperació amb altres grups dins del CMC. Posteriorment l'activitat militar va disminuir i el 2002 el grup va intentar unir-se al SPLA, si bé l'intent va fallar (2003). L'Institut Internacional d'Estudis Estratègic estimava que disposava de 500 homes. Aliats un temps, darrerament (2010) s'enfrontava al SPLA a Kordofan del Sud.